# Prix du livre d'Ottawa
Les Prix du livre d’Ottawa (Ottawa Book Awards en anglais) récompensent les meilleurs livres publiés respectivement en français et en anglais au cours de l’année précédente. Les deux prix comprennent des catégories distinctes pour la création littéraire et la non-fiction. Les finalistes sélectionnés reçoivent 1 000 $ et le lauréat remporte un prix de 7 500 $.
Au nombre des anciens récipiendaires des Ottawa Book Awards figurent par ailleurs David O’Meara, Paul Wells, Jamieson Findlay, Elizabeth Hay, Roy MacGregor, Brian Doyle et Frances Itani. Parmi les lauréats des Prix du livre d’Ottawa des dernières années, on peut citer Philippe Bernier Arcand, Estelle Beauchamp, Daniel Poliquin, Margaret Michèle Cook, Maurice Henrie et Pierre-Luc Landry.